# Жуллен, Франсуа
Франсуа Жуллен, или Жан-Франсуа Жуллен (фр. François Joullain, Jean François Joullain; 1697, Париж — 5 октября 1778, Париж) — французский гравёр, издатель и торговец гравюрами. Его деятельность, как и деятельность его сына Франсуа-Шарля Жуллена (? — 1790) эволюционировали от рядовых мастеров репродукционных гравюр до известных издателей и торговцев картинами. Франсуа Жуллен стал одним из самых известных в Париже издателей книг и сборников гравюр высокого качества, необычайно популярных в XVIII веке.

## Биография
Франсуа Жуллен вначале специализировался на гравировании орнаментов. Первое образование он получил у гравёра Клода Жилло. 13 августа 1733 года он был принят в качестве гравёра в Академию Святого Луки, и 19 октября 1747 года стал её директором.
В начале своей карьеры он иллюстрировал ряд книг, иногда в сотрудничестве с другими рисовальщиками и гравёрами, особенно со своим бывшим учителем Клодом Жилло. Гравировал по оригиналам Антуана Ватто, Никола Ланкре и других художников французского стиля Регентства и рококо. Вместе с другими гравёрами он предоставил три гравюры для издания «Дон Кихот» (1723—1724, с 24 гравюрами по рисункам Куапеля). Зарекомендовав себя как гравёр, он начал получать заказы и как рисовальщик-иллюстратор. Директор Итальянского театра в Париже Луиджи Риккобони поручил ему выполнить иллюстрации к «Истории итальянского театра» (Historie du Théatre Italien, 1730). Для этого он создал серию, изображающую комических актёров театра Риккобони, появившихся на сцене в то время, а также добавил изображения исторических прототипов. Подход Жуллена к иллюстрациям, сочетавшим образы древности и современности, повторялся и более поздними иллюстраторами.
В 1737 году Жуллен опубликовал первый том серии «Крики Парижа» (Cris de Paris) с гравюрами по рисункам Эдме Бушардона. Эта работа, изданная в пяти частях между 1737 и 1746 годами, состояла из шестидесяти гравюр с изображениями уличных торговцев и подробностями их характерных «криков», пользовалась большой популярностью и представляла собой один из самых ранних примеров книг, посвященных запечатлению нравов повседневной уличной жизни в европейских столицах. К XIX веку этой теме было посвящено так много названий, что подобные произведения стали называть отдельным жанром «криков».
В конечном итоге Жуллен посвятил себя исключительно полиграфическому делу и торговле произведениями искусства. В XVIII веке становились всё более популярными иллюстрированные издания. Жуллен воспользовался этим обстоятельством, чтобы отказаться от карьеры гравёра и иллюстратора и заняться более прибыльной деятельностью продавца эстампов и рисунков старых мастеров. Между 1728 и 1739 годами он вступил в издательское партнерство с Никола Готро. Его издательская деятельность была отмечена выпуском книг с гравюрами высокого качества.
Так он приобрёл четыре тома работы, посвящённой истории моды с гравюрами Дезалье, оригинальные медные доски гравюр, используемых для иллюстрирования Библии, у наследника богатого банкира Эверхарда Ябаха.
Когда его сын Шарль Жуллен (ок. 1734—1790) женился на Катрин Луизе Леклерк, дочери Себастьяна Леклерка (1676—1763), отец передал ему часть своего дела, связанного с производством картинных рам. Позднее сын принял имя Франсуа-Шарль Жуллен и стал одним из самых известных торговцев произведениями искусства второй половины XVIII века. В 1786 году он написал книгу «Размышления о живописи и гравюре» (Réflexions sur la peinture et la gravure). Наконец, Жуллен Младший сыграл важную роль в установлении систематического подхода к документации произведений искусства с помощью «Каталогa изображений: рисунков и гравюр, собрания, полезного для любителей» (Répertoire de tableaux: dessins et estampes, ouvrage utile aux amateurs, 1783); работа, в которой он стал записывать цены и происхождение основных картин, проданных за предыдущее десятилетие. В 1786 году он представил более подробную версию.
Торговое дело Жуллена упоминалось в переписке известного коллекционера Хораса Уолпола с маркизой дю Деффан. Известен каталог его коллекции 1760 года. Опись, проведённая в 1762 году по случаю смерти его жены Маргариты Готро, дочери «мастера живописи» (maître-peintre), указывает 867 сборников гравюр без учёта отдельных листов. Альманах 1776 года описывает Жуллена как «одного из самых любопытных и хорошо оснащённых торговцев Парижа и, возможно, Европы старинными портретами, большими и малыми, всех школ, в том числе самых редких».
Жан Жуллен умер 5 октября 1778 года. Его коллекция, насчитывавшая более 40 000 гравюр и 1000 рисунков, оценивалась тогда в крупную сумму — 20 000 ливров. Коллекция была распродана 17 мая и 27 сентября 1779 года и принесла сумму в 51 487 ливров.

## Галерея

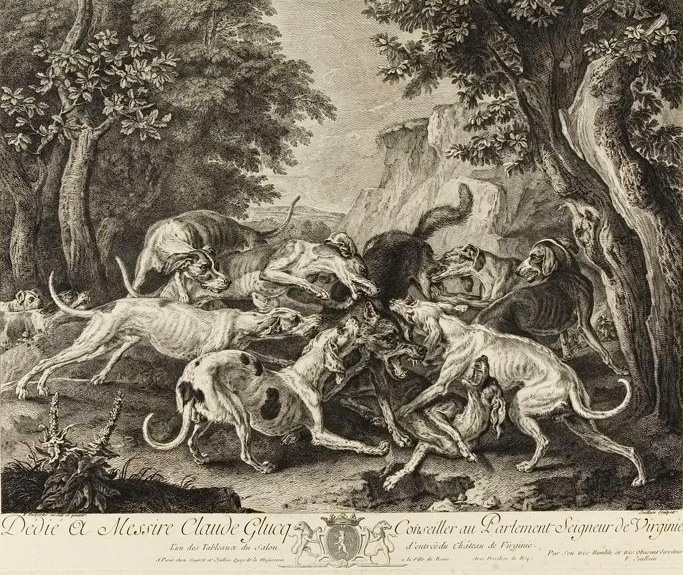
Охота на волка. По оригиналу Ф. А. Депорта
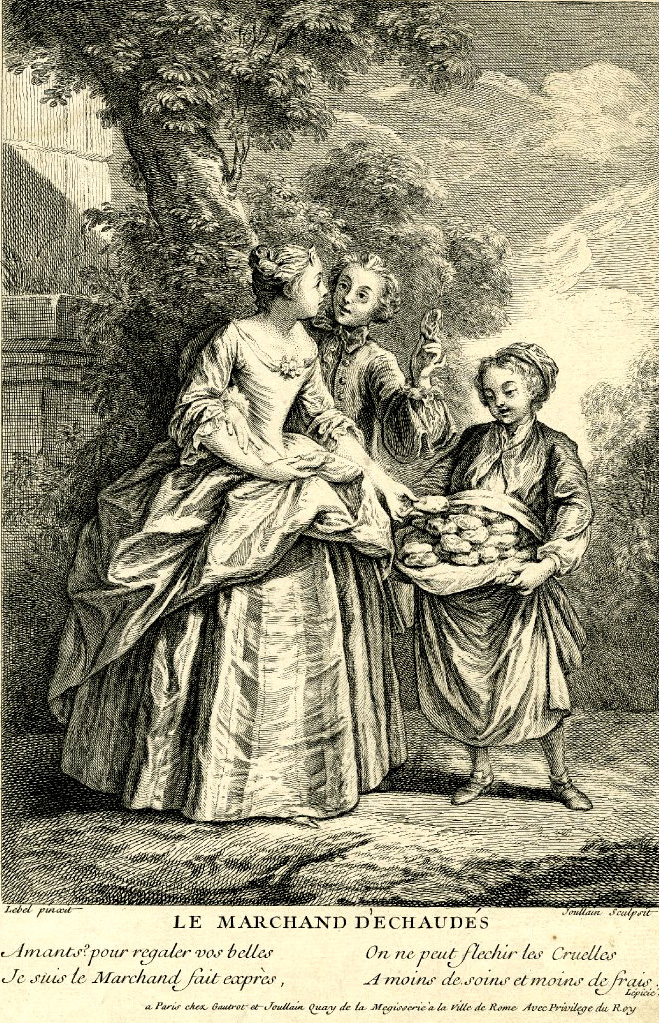
Пылкий торговец
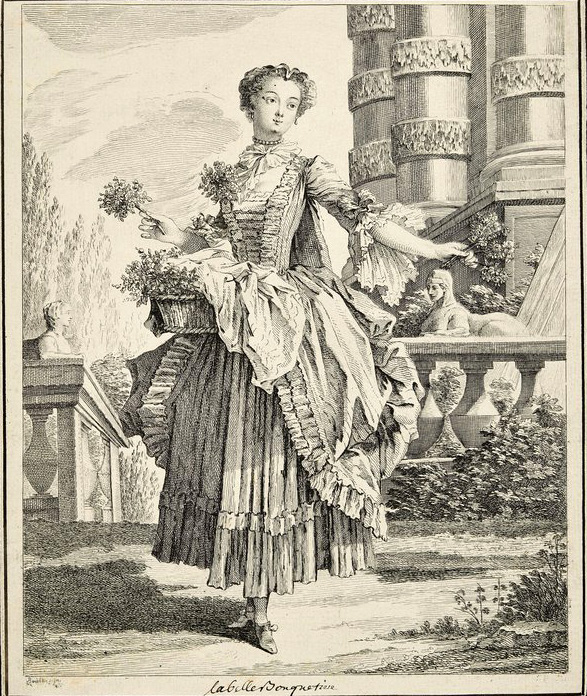
Прекрасная цветочница
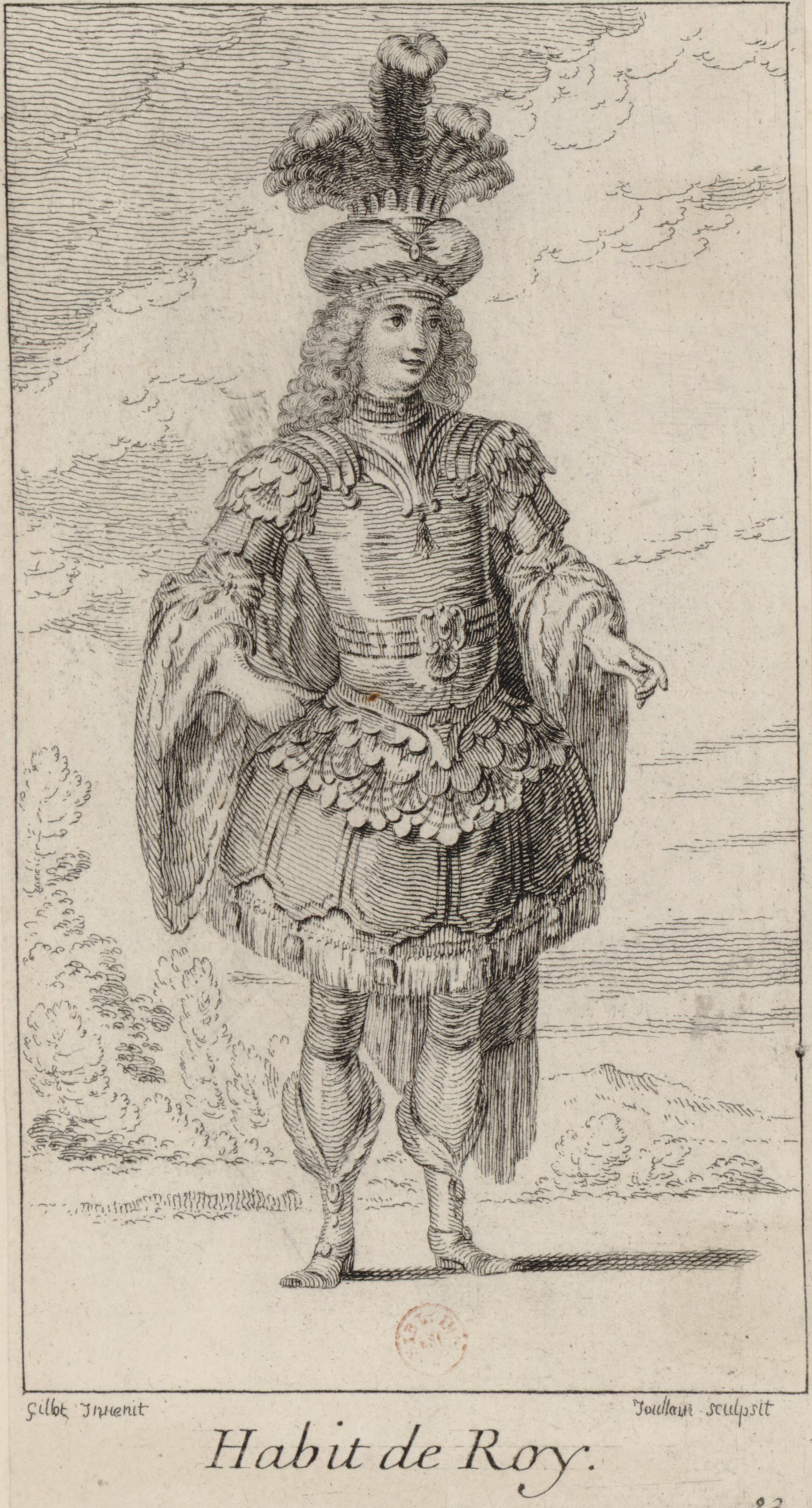
Костюм Роя
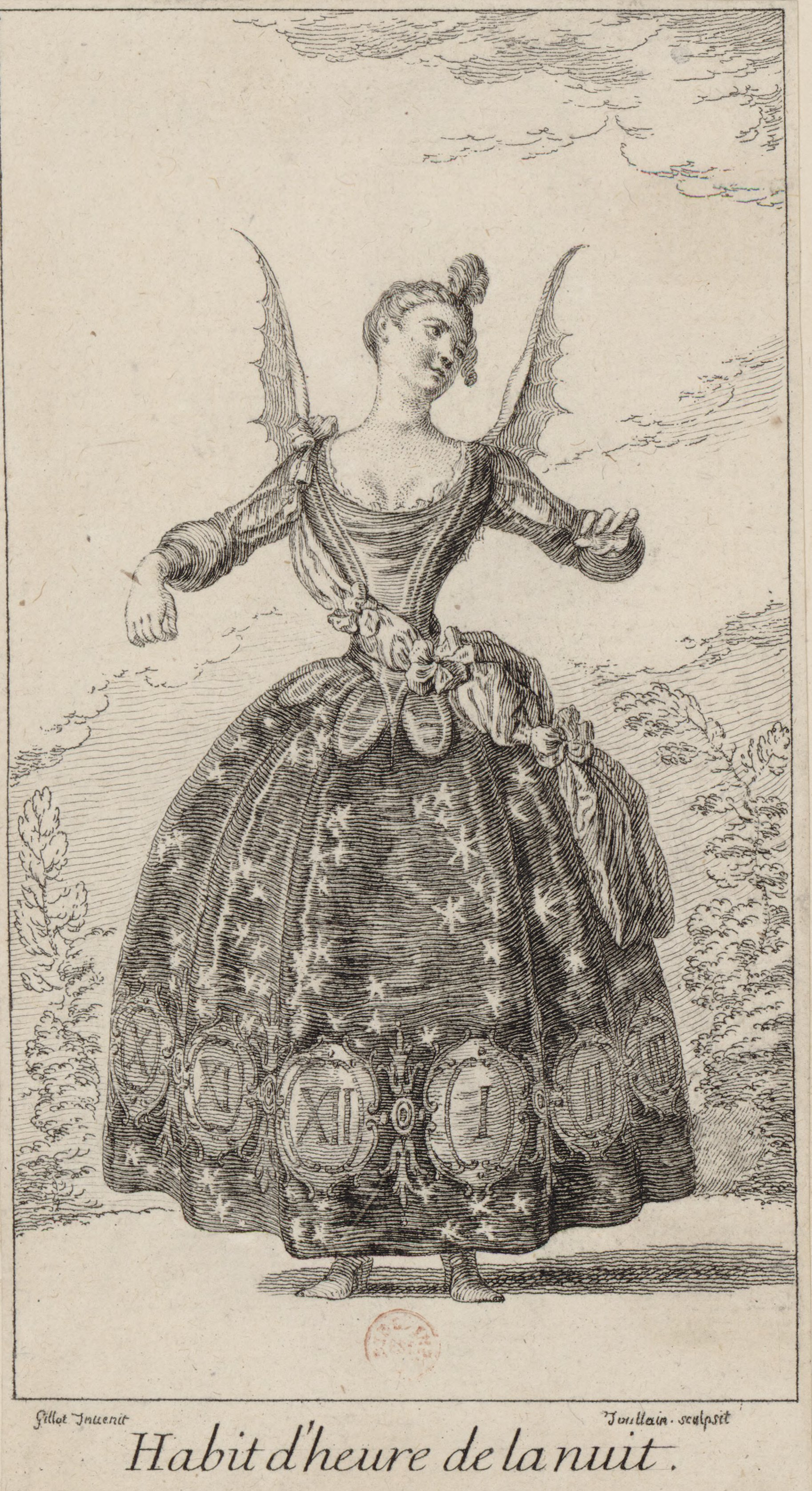
Hочная привычка
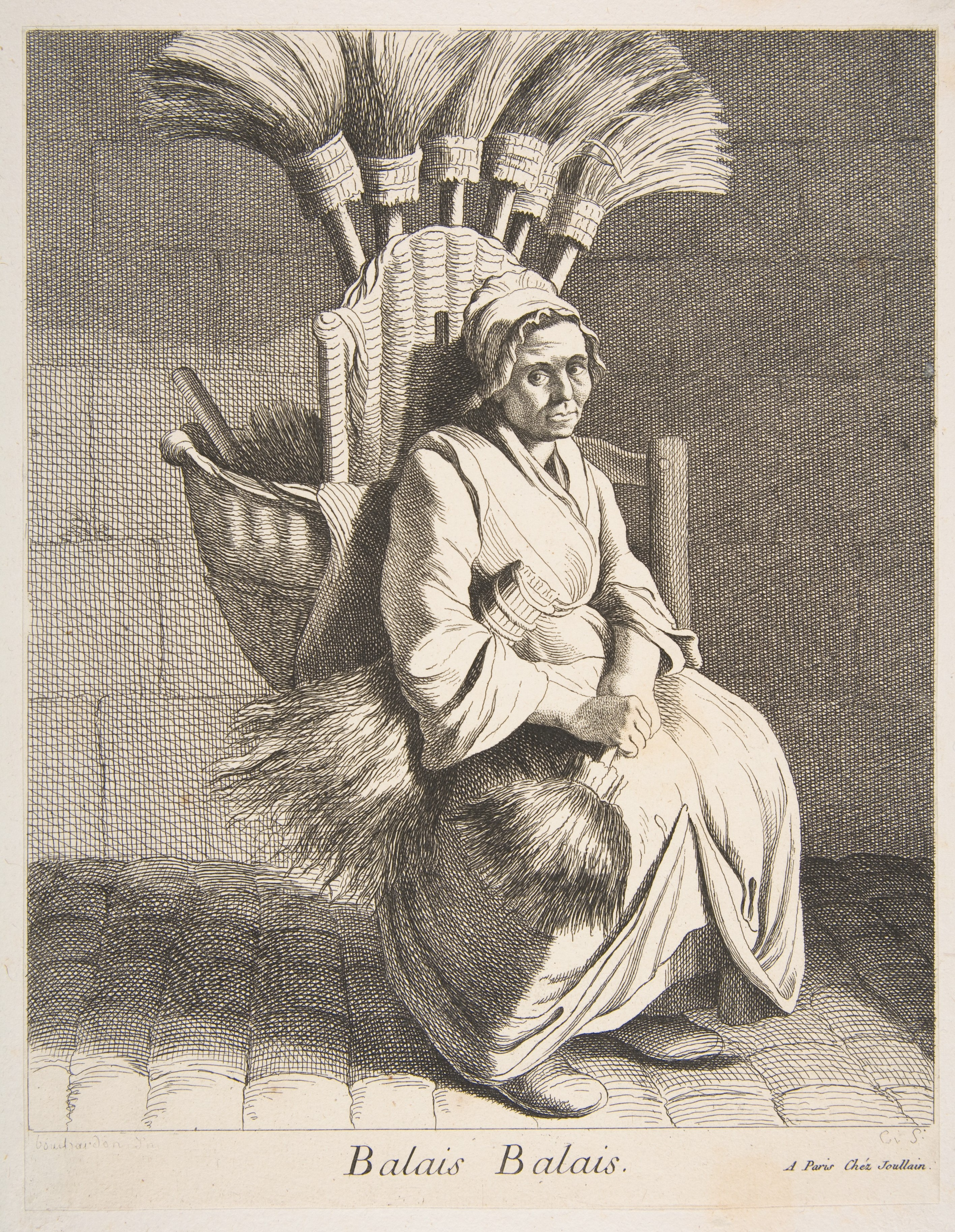
Подметальщица (Крики Парижа)
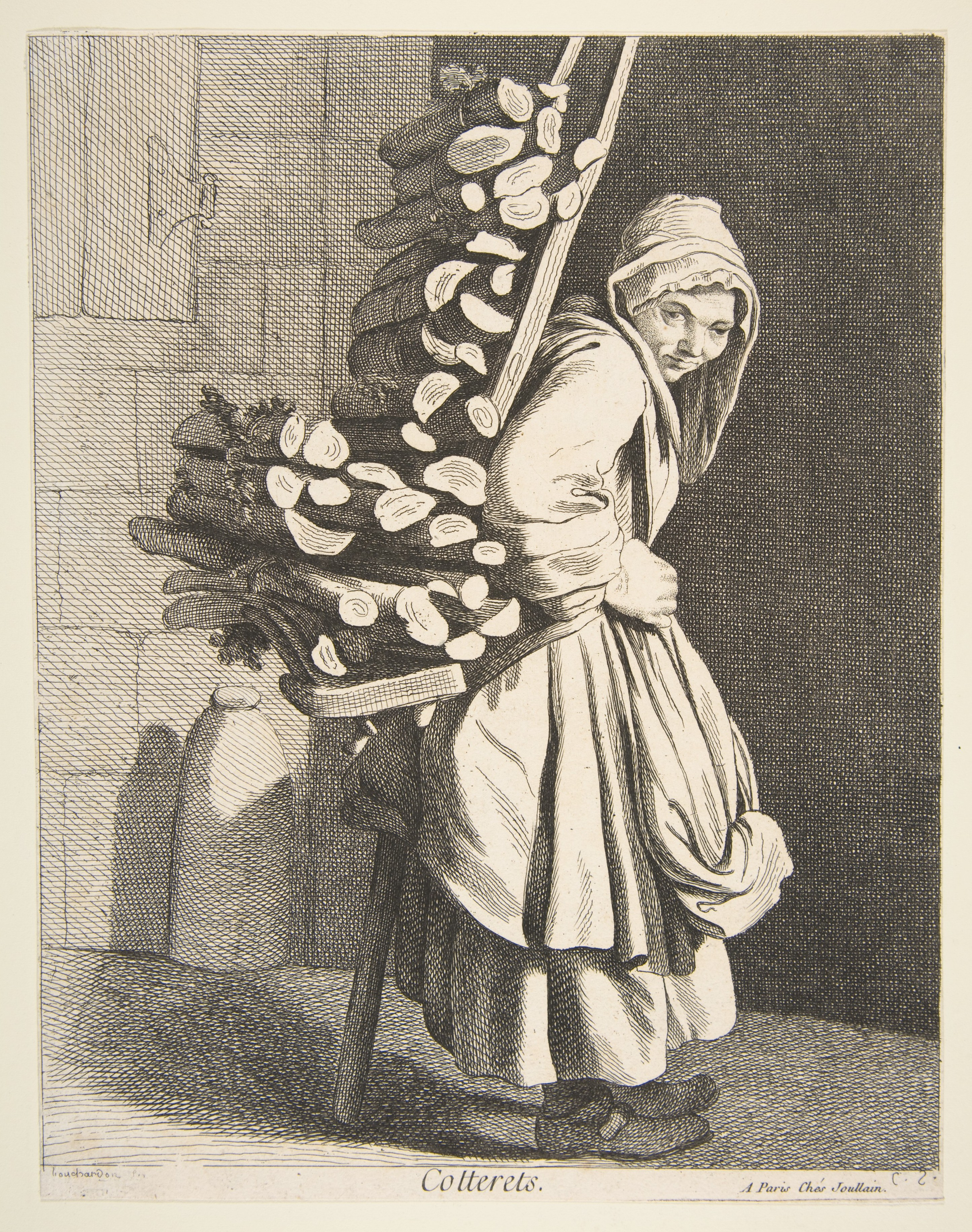
Носильщица дров
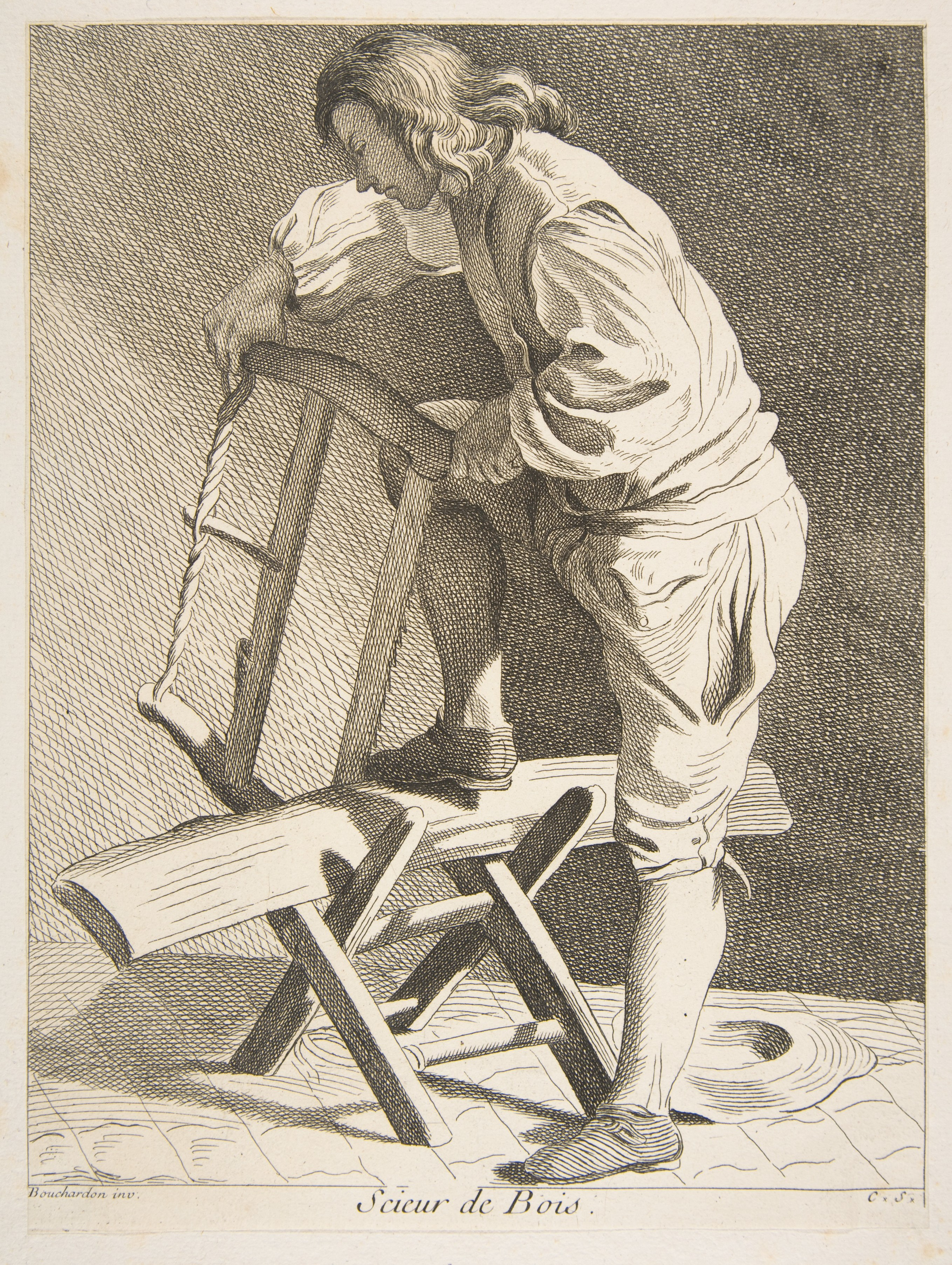
Столяр
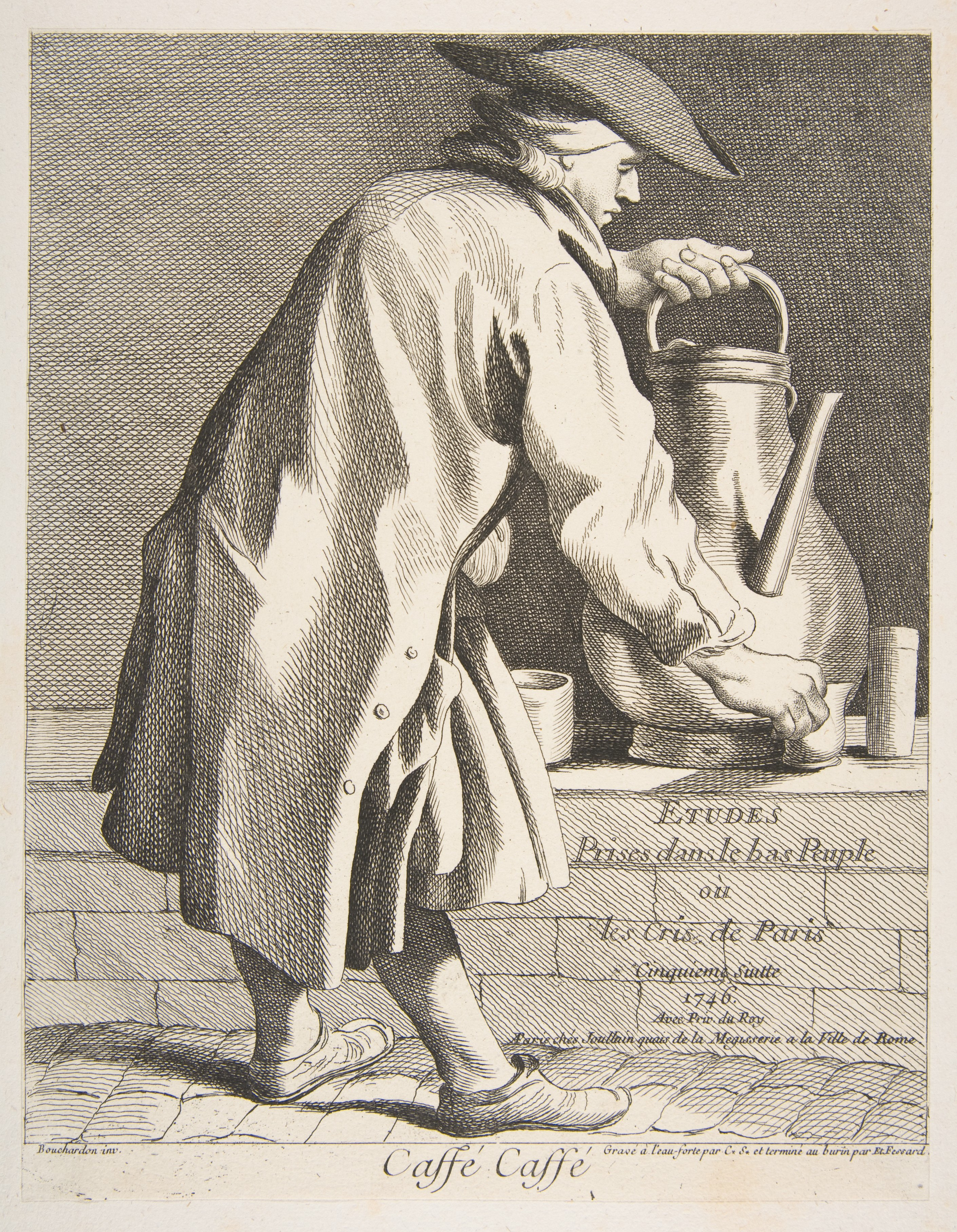
Кофевар